# Cedar Township (comté de Floyd, Iowa)
Cedar Township est un township, du comté de Floyd en Iowa, aux États-Unis,.